# 영국령 서인도 제도

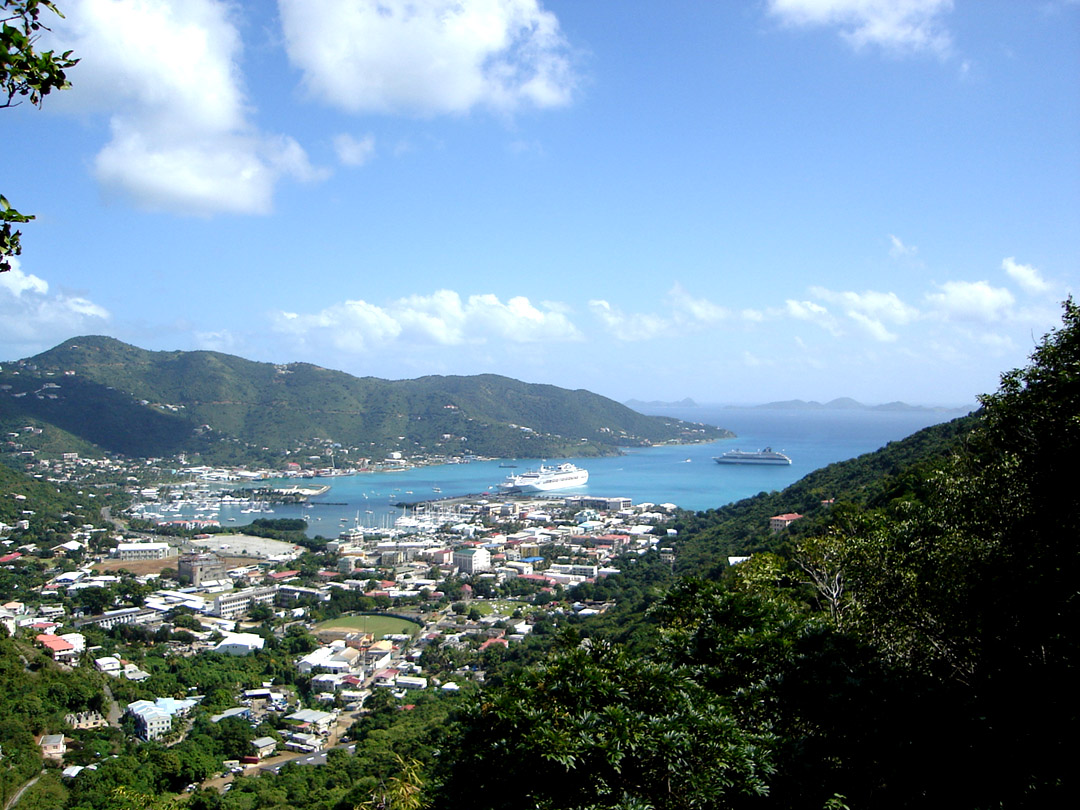
영국령 버진아일랜드에 위치한 로드타운 시가지

영국령 서인도 제도(영어: British West Indies)는 카리브해에 위치한 영국령 섬들을 가리키는 용어이다.
1912년 영국령 서인도 제도는 8개의 개별 식민지인 바하마, 바베이도스, 영국령 기아나, 영국령 온두라스, 자메이카(터크스 케이커스 제도, 케이맨 제도 포함), 트리니다드 토바고, 윈드워드 제도, 리워드 제도로 분할되었다.
1958년부터 1962년까지 영국령 버진아일랜드, 바하마, 영국령 온두라스, 영국령 기아나를 제외한 모든 영국령의 섬들이 서인도 연방에 편입되었다. 영국은 서인도 연방이 하나의 국가로 독립하기를 원했지만 권한이 한정되어 있었기 때문에 현실적인 문제가 있었고 주민들의 지지도 부족했다. 이 때문에 서인도 연방은 붕괴되었고 현재는 주요 8개 식민지를 비롯한 여러 영역이 하나의 국가로 독립했다. 이들 국가는 미주 기구, 카리브 국가 연합, 세계 무역 기구, 유엔, 카리브 공동체, 영국 연방, 카리브 개발 은행 등의 국제 기구의 일원이다. 영국에 잔류한 나머지 속령들은 영국의 해외 영토로 남아 있다.

## 영국령 서인도 제도에 위치한 나라 및 지역
다음은 과거 영국령 서인도 제도를 구성하고 있던 나라 및 지역이다.
- 앵귈라 (영국의 해외 영토)
- 앤티가 바부다 (1981년 독립)
- 바하마 (1973년 독립)
- 바베이도스 (1966년 독립)
- 벨리즈 (옛 영국령 온두라스, 1981년 독립)
- 버뮤다 (영국의 해외 영토)
- 영국령 버진아일랜드 (영국의 해외 영토)
- 케이맨 제도 (영국의 해외 영토)
- 도미니카 연방 (1978년 독립)
- 그레나다 (1974년 독립)
- 가이아나 (옛 영국령 기아나, 1966년 독립)
- 자메이카 (1962년 독립)
- 몬트세랫 (영국의 해외 영토)
- 세인트키츠 네비스 (1983년 독립)
- 세인트루시아 (1979년 독립)
- 세인트빈센트 그레나딘 (1979년 독립)
- 트리니다드 토바고 (1962년 독립)
- 터크스 케이커스 제도 (영국의 해외 영토)

## 같이 보기
- 영국령 북아메리카
- 왕실속령
- 서인도 제도 대학교